# Maria von Burgund (Kleve)

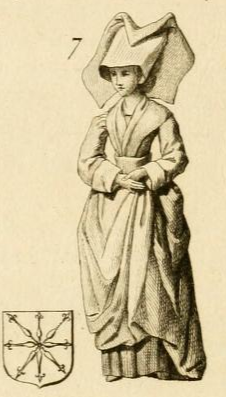
Maria von Burgund (Bild Ende 18. Jh.)

Maria Claudia von Burgund (* um 1393 in Dijon; † 30. Oktober 1463 in Kalkar) war eine burgundische Prinzessin und nach ihrer Heirat von 1406 bis 1417 Gräfin, dann bis 1448 Herzogin von Kleve. Sie gehörte zur Dynastie Valois-Burgund.

## Leben
Maria war die zweite Tochter von Herzog Johann Ohnefurcht von Burgund aus dessen Ehe mit Margarete von Bayern, der dritten Tochter des Herzogs Albrecht I. von Bayern, Graf von Holland und Hennegau, und seiner ersten Frau Margarete von Liegnitz-Brieg. Maria war außerdem eine ältere Schwester Philipps des Guten.
Im Mai 1406 heiratete sie Graf Adolf II. von Kleve (1373–1448), der 1417 zum Herzog erhoben wurde. Das Paar wohnte im westflämischen Schloss Wijnendale bei Torhout und bekam zehn Kinder:
- Margarete von Kleve (1416–1444), Heirat erst 1433 mit Herzog Wilhelm III. von Bayern, dann 1441 mit Herzog Ulrich V. van Württemberg
- Katharina (1417–1479), Heirat 1430 mit Herzog Arnold von Egmond, auch Graf von Geldern
- Johann I. Herzog von Kleve (1419–1481)
- Elisabeth (1420–1488), Heirat 1434 mit Graf Hendrik XXVI. von Schwarzburg–Blankenburg (1418–1488)
- Agnes (1422–1448), Heirat 1436 mit Prinz Karl von Viana
- Helena (1423–1471), Heirat 1436 mit Herzog Heinrich II. (Braunschweig)
- Adolf (1425–1492), Herr von Ravenstein
- Maria von Kleve (1426–1487), Heirat 1440 mit Charles de Valois, duc d’Orléans (Herzog von Orléans)
- Anna (1432), jung gestorben
- Engelbert (1433), jung gestorben

Nach dem Tod des Ehemanns 1448 wurde der Sohn Johann Herzog von Kleve. Sie zog sich zurück auf die Burg Monterberg. Auf der Rückreise einer Pilgerfahrt nach Palästina besuchte ihr Sohn Johann ein Benediktinerkloster in Bologna, worauf er mit seiner Mutter beschloss, ein Dominikanerkloster in Kalkar zu errichten. Von 1453 bis 1457 wurde dies umgesetzt, das Kloster wurde reich ausgestattet mit Kunstwerken und Büchern. Nach der Säkularisierung 1802 wurden diese auf verschiedene Kirchen verteilt, so auf die Nikolaikirche in Kalkar.
Im 15. Jahrhundert blühte an Niederrhein die Wollindustrie. Dies zog Künstler an, die für die Kirche und das Kloster in Kalkar Ölbilder und weitere Kunstwerke erstellten. Im frühen 16. Jahrhundert wurde die Stadt so zu einem Zentrum: Hier wirkten Bildhauer wie Heinrich Douvermann, aber auch Wissenschaftler wie der Humanist und Jurist Konrad Heresbach. Die Blüte wurde durch eine Pestepidemie etwa um die Hälfte des 16. Jahrhunderts beendet.
Maria von Burgund starb 1463 in Burg Monterberg bei Kalkar. Ihr Ehemann und sie wurden im Kartäuserkloster auf der Gravinsel von Wesel begraben und ihre Leichname später 1590 in die Dominikanerkirche umgebettet.

## Einzelnachweis
1. ↑  Die Dominikaner in Kalkar. Begraben und vergessen? Abgerufen am 30. März 2023.

| Personendaten    | Personendaten                                           |
| ---------------- | ------------------------------------------------------- |
| NAME             | Maria von Burgund                                       |
| ALTERNATIVNAMEN  | Maria de Bourgogne                                      |
| KURZBESCHREIBUNG | Ehefrau des Grafen und Herzogs Adolf II. von Kleve–Mark |
| GEBURTSDATUM     | 14. Jahrhundert                                         |
| GEBURTSORT       | Dijon                                                   |
| STERBEDATUM      | 30. Oktober 1463                                        |
| STERBEORT        | Kalkar                                                  |